# Coracine casquée
Cephalopterus penduliger
Espèce
Statut de conservation UICN

 VU  : Vulnérable
La Coracine casquée (Cephalopterus penduliger) est une espèce d'oiseaux de la famille des Cotingidae.
Cet oiseau vit dans la région du Chocó.